# Federación de Fútbol de Nigeria
La Federación de Fútbol de Nigeria (Nigeria Football Federation ) es el organismo rector del fútbol en Nigeria, y está a cargo de la organización del fútbol del país. Fue fundada en 1945, en 1949 se afilia a la CAF y en 1960 a la FIFA. La sede social de la NFF está localizada en Abuya.
Desde 2008 organiza tres ligas: la Premier League de Nigeria, la Liga Amateur y la Liga Femenina, así como cinco competiciones, incluyendo la Copa de Nigeria.

## Comité
Presidente
- Sani Lulu Abdullahi

Vicepresidente
- Amanze Uchegbulam

Secretario General	
Sanusi MOHAMMED
Tesorero	
David ATABO
Jefe de Prensa
Ademola OLAJIRE
Director Técnico	
Bitrus BEWARANG
Coordinador de Futsal
Sunday OKAYI
Seleccionador masculino	
Thomas OBLIERS
Seleccionador masculino	Gernot ROHR
Seleccionador/a femenino/a	-
Coordinador Arbitraje	Zubairu SANI

## Palmarés

#### Sub-23
| Competición      | Campeón  | Subcampeón | Tercer puesto |
| ---------------- | -------- | ---------- | ------------- |
| Juegos Olímpicos | 1 (1996) | 1 (2008)   | 1 (2016)      |

#### Sub-20
| Competición                      | Campeón                                       | Subcampeón      | Tercer puesto                     |
| -------------------------------- | --------------------------------------------- | --------------- | --------------------------------- |
| Copa Mundial de Fútbol Sub-20    | -                                             | 2 (1989 y 2005) | 1 (1985)                          |
| Copa Africana de Naciones Sub-20 | 7 (1983, 1985, 1987, 1989, 2005, 2011 y 2015) | 2 (1999 y 2007) | 5 (1979, 1981, 1995, 2009 y 2013) |

#### Sub-17
| Competición                      | Campeón                           | Subcampeón            | Tercer puesto |
| -------------------------------- | --------------------------------- | --------------------- | ------------- |
| Copa Mundial de Fútbol Sub-17    | 5 (1985, 1993, 2007, 2013 y 2015) | 3 (1987, 2001 y 2009) | -             |
| Copa Africana de Naciones Sub-17 | 2 (2001 y 2007)                   | 2 (1995 y 2013)       | 1 (2003)      |